# Pensando en él
Pensando en él es una película de Argentina dirigida por Pablo César sobre el guion de Jerónimo Toubes que se estrenó el 30 de agosto de 2018 y que tuvo como actores principales a Victor Banerjee, Eleonora Wexler y Héctor Bordoni.

## Sinopsis
Dos historias que se alternan, contraponen y se complementan: una  que transcurre entre 1924 y 1941, de un amor platónico, entre Victoria Ocampo y Rabindranath Tagore, y otra, en el presente, de un antipático profesor de un reformatorio de menores, que descubre otro modo de aprender y reconciliarse con la vida.

## Reparto
Participaron del filme los siguientes intérpretes:
- Victor Banerjee...Rabindranath Tagore
- Eleonora Wexler	...Victoria Ocampo
- Héctor Bordoni...Félix
- Raima Sen	...Kamali

## Comentarios
Alejandro Lingenti  en La Nación escribió:

”… dos historias paralelas: una en color y en tiempo presente …Hay un vínculo algo forzado entre ambos relatos, que se van intercalando para darle forma a una narración errática que además sufre enormemente el peso de la solemnidad que la tiñe casi por completo.

Paraná Sendrós en Ámbito Financiero opinó:

” La historia de una amistad espiritual…se alterna con la historia del antipático profesor de un reformatorio de menores… la de Ocampo y Tagore se hace dulce desde la primera escena. Además está hecha en un exquisito blanco y negro, con una ambientación de simples artificios muy en el estilo de los años en que se ambienta, y hace añorar un poco el cine de aquellos tiempos...En elogiable composición, Eleonora Wexler. Y como Tagore, Victor Banerjee, el memorable doctor Azis de "Pasaje a la India"…Un gusto, contarlo también en nuestro cine.